# Réfractivité molaire
La réfractivité molaire est la mesure de la polarisabilité totale de 1 mole de substance en fonction de la température, de l'indice de réfraction et de la pression. Elle est définie par :
{\displaystyle A={\frac {4\pi }{3}}N_{A}\alpha ,}
où {\displaystyle N_{A}\approx 6.022\times 10^{23}} est la constante d'Avogadro et {\displaystyle \alpha } est la polarisabilité moyenne.
- En intégrant la réfractivité molaire dans l'équation de Lorentz et Lorenz, cela donne

{\displaystyle A={\frac {N_{A}}{N}}{\frac {n^{2}-1}{n^{2}+2}},}
où {\displaystyle N} est le nombre de molécules par unité de volume et {\displaystyle n} est l'indice de réfraction. Le rapport {\displaystyle N_{A}/N} est tout simplement le volume molaire {\displaystyle V_{m}}.
- En vérifiant la Loi des gaz parfaits pour 1 mole, cela donne

{\displaystyle V_{m}={\frac {N_{A}}{N}}={\frac {RT}{p}},}
où {\displaystyle R} est la Constante universelle des gaz parfaits, {\displaystyle T} est la température absolue, et {\displaystyle p} est la pression. Alors, la réfractivité molaire est
{\displaystyle A={\frac {RT}{p}}{\frac {n^{2}-1}{n^{2}+2}}}
Dans le cas d'un gaz, {\displaystyle n^{2}\approx 1}, donc la réfractivité molaire peut être approchée à
{\displaystyle A={\frac {RT}{p}}{\frac {n^{2}-1}{3}}.}
Dans le Système International d'unités, les unités de {\displaystyle R} sont J mol-1 K-1, celle de {\displaystyle T} est K, celle de {\displaystyle p} est Pa, et {\displaystyle n} n'a pas d'unités, d'où, les unités de {\displaystyle A} sont m3 mol-1.